# Isslottet
Isslottet (norska: Is-slottet) är en roman från 1963 av den norske författaren Tarjei Vesaas. Den handlar om de två 11-åriga flickorna Unn och Siss, och spänningen i deras känslomässiga relation när Unn träder in i en isformation som har bildats runt ett fruset vattenfall. Boken gavs ut på svenska 1963 i översättning av Gustav Sandgren.
Isslottet mottog Nordiska rådets litteraturpris 1964. Bedömningkommittén skrev att boken "i en lyhörd stil gestaltar själsliga realiteter till en betvingande vision av människans ensamhet och sökande efter gemenskap". En filmatisering i regi av Per Blom utkom under samma titel 1987.